# Бергель, Эрих
Эрих Бергель (нем. Erich Bergel; 1 июня 1930, Рышнов, Румыния — 3 мая 1998, Рупольдинг) — румынско-немецкий дирижёр и музыковед

. Брат писателя Ханса Бергеля, выпустившего в 2006 году его жизнеописание (нем. Erich Bergel. Ein Musikerleben).
Происходил из трансильванских саксов. С 18 лет играл на флейте в Германштадтском оркестре, в 1950—1955 годах изучал дирижирование, композицию и орган в консерватории города Клуж-Напока. В 1960-е годы возглавлял симфонический оркестр Клужской филармонии, выступал с ведущими румынскими оркестрами. Затем был замечен Гербертом фон Караяном и перебрался в Германию в качестве его ассистента в Берлинском филармоническом оркестре, с 1972 года руководил рядом гастрольных поездок оркестра, в том числе в Новую Зеландию и ЮАР. Одновременно в 1971—1974 годах возглавлял Филармонический оркестр Северо-западной Германии. Преподавал в Берлинской Высшей школе музыки. В 1989—1994 годах — главный дирижёр Будапештского филармонического оркестра.
Автор монографий об «Искусстве фуги» (нем. Johann Sebastian Bach, die Kunst der Fuge: ihre geistige Grundlage im Zeichen der thematischen Bipolarität; 1980) и о поздних фугах (нем. Bachs letzte Fuge; 1985) Иоганна Себастьяна Баха.